# Omloop Het Volk 1982
L'Omloop Het Volk 1982, trentasettesima edizione della corsa, si svolse il 6 marzo per un percorso di 217 km, con partenza ed arrivo a Gent. Fu vinto dal belga Fons De Wolf della squadra Vermeer-Thijs davanti al britannico Graham Jones e all'irlandese Sean Kelly.

## Ordine d'arrivo (Top 10)
| Pos. | Corridore         | Squadra                     | Tempo    |
| ---- | ----------------- | --------------------------- | -------- |
| 1    | Fons De Wolf      | Vermeer-Thijs               | 5h27'00" |
| 2    | Graham Jones      | Peugeot-Shell-Michelin      | a 35"    |
| 3    | Sean Kelly        | Sem-France-Loire-Campagnolo | a 37"    |
| 4    | Benny Van Brabant | Splendor-Wickes             | s.t.     |
| 5    | Eddy Planckaert   | Splendor-Wickes             | s.t.     |
| 6    | Jan Raas          | Ti-Raleigh-Campagnolo       | s.t.     |
| 7    | Ludo Delcroix     | Capri Sonne                 | s.t.     |
| 8    | Paul Sherwen      | La Redoute-Motobecane       | s.t.     |
| 9    | Étienne De Wilde  | La Redoute-Motobecane       | s.t.     |
| 10   | Ludo Frijns       | Boule d'Or-Sunair           | s.t.     |